# Dieter Lehnhoff

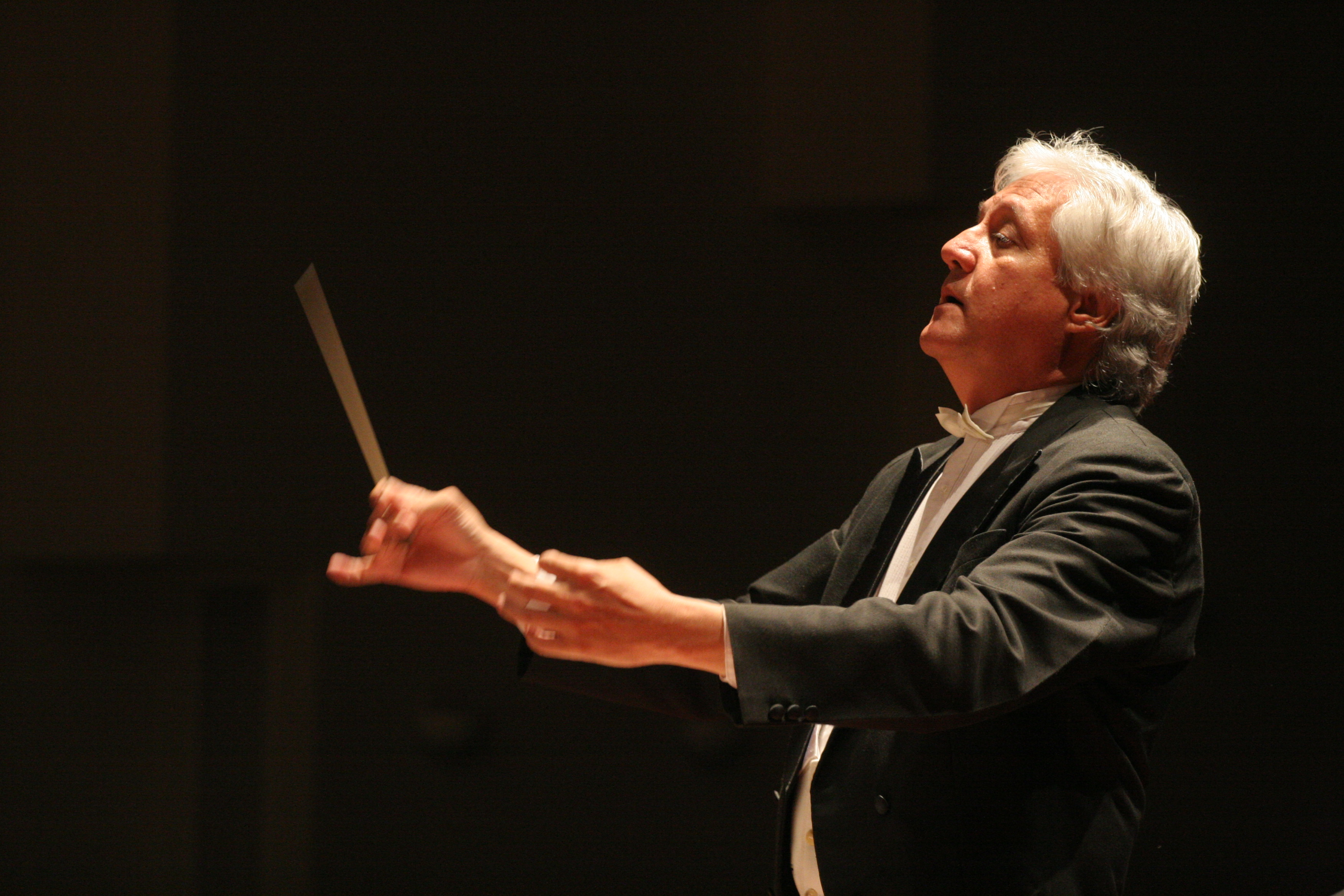
Dieter Lehnhoff (2006)

Dieter Lehnhoff (* 1955 in Guatemala-Stadt) ist ein deutscher Komponist, Dirigent und Musikwissenschaftler.

## Leben
Dieter Lehnhoff war zunächst Schüler von Klaus Ager, Friedrich Heller, Gerhard Wimberger und Josef-Maria Horváth in Salzburg. Nach dem Musikstudium an der Marroquin Universität in Guatemala-Stadt, wurde er als Dirigent tätig. Danach studierte er an der Catholic University of America in Washington, D.C., bei Conrad Bernier und Helmut Braunlich (Komposition), Donald Thulean (Dirigieren), Ruth Steiner, Cyrilla Barr, Emma Garmendia und Robert M. Stevenson (Musikwissenschaft). Hier absolvierte er den Master (M.A.) und promovierte (Ph.D.) mit Auszeichnung.
Neuerlich nach Guatemala berufen, gründete er verschiedene akademische und musikalische Institutionen: das Musikwissenschaftliche Institut der Rafael Landívar Universität, das er als Professor seit 1991 leitet, und die Musikabteilung der Del Valle Universität. An beiden Hochschulen war er als Universitätsmusikdirektor für den Aufbau und die Entwicklung sowie die musikalische Leitung von Orchestern, Chören und Kammermusikensembles verantwortlich. 1996 und 1997 rief er mit der Veranstaltung von zwei internationalen Jugendorchester-Festivals die nationale Bewegung der Jugendorchester ins Leben, die er auch als Mitglied des Kulturausschusses der Stadt verfestigen konnte. Er war zudem auch Chefdirigent des Neuen Philharmonischen Orchesters, des Orchesters der Stadt Guatemala und des National-Chors, mit zahlreichen Konzertreihen.
Seine Forschungen im Bereich der älteren Musik brachten zahlreiche vergessene oder verschollene mittelamerikanische Kompositionen aus der Renaissance, Barock, Klassik, Romantik und dem 20. Jahrhundert ans Licht, die in Konzerten und Einspielungen vorgestellt wurden. Das zu dem Zweck gegründete Millennium Ensemble und Orchester sorgte unter der Leitung Lehnhoffs um Verbreitung der Werke, oftmals in Kombination mit europäischen Werken aus derselben Zeit. Das gleiche Thema behandelte Lehnhoff in vier in spanischer Sprache erschienenen Büchern, sowie über 200 Kapiteln und Artikeln in Fachzeitschriften, internationalen Lexika und Sammelbänden. Ab 2005 wurde er an der National-Universität in Costa Rica Gastprofessor, wo er Doktorandenseminare leitete und Promotionsarbeiten in Musikwissenschaft betreute. Ab 2007 war er zudem der erste Gastdirigent des neu gegründeten Sinfonieorchesters der Universität, mit dem er zeitgenössische Werke aufführte, u. a. sein 1. Klavierkonzert.
Seine eigenen Kompositionen sind in Europa, Nord- und Lateinamerika sowie auch in Asien aufgeführt worden. Seine Misa de San Isidro (2001) für unbegleiteten gemischten Chor, die Papst Johannes Paul II. gewidmet ist und von ihm ausgezeichnet wurde, ist auf Teneriffa, (Kanarische Inseln) 2002 uraufgeführt, und seither auf Festivals in Medellín (Kolumbien), Tokio und New York von verschiedenen professionellen Chören dargeboten worden. Sein 1. Klavierkonzert (2005), das dem russischen Pianisten und Klavierpädagogen Aleksandr Sklioutovski gewidmet ist, wurde in Guatemala-Stadt von José Pablo Quesada (Costa Rica) und dem Millennium Orchester unter der Leitung des Komponisten uraufgeführt. Weitere darauf folgende Aufführungen und Konzertmitschnitte mit demselben Solisten in Costa Rica (Nationaltheater, 2007), Venezuela (15. Festival für zeitgenössische Musik, Caracas, 2008) und El Salvador (13. Festival für zeitgenössische Musik, 2009) und Wilna, Litauen (1. Preis 2018 mit Domas Gintautas, Klav.) brachten dem Werk weitere Verbreitung. Das 2. Klavierkonzert Lehnhoffs, ebenfalls von Sklioutovski angeregt, erfuhr seine Erstaufführung 2008 im Konzertsaal der Marroquin Universität in Guatemala-Stadt, mit dem Solisten Sergio Sandi (Costa Rica) und dem Bachensemble Leipzig mit dem Millennium Orchester, vom Komponisten dirigiert. Es folgten 2019-20 das 3. Klavierkonzert und 2022 das 4. Klavierkonzert. Die Konzerte sind in einem persönlichen postmodernen Stil gehalten, mit multi-stilistischen Einflüssen der Moderne und der harmonischen und rhythmischen Eigenheiten von Tango, Jazz und Blues. Lehnhoffs vier Hai-kai für Klavier, die seinem ehemaligen Lehrer Klaus Ager gewidmet sind, sind aphoristische Stücke in Zwölftontechnik, die die Aufmerksamkeit der russischen Musiktheoretikerin Tamara Sklioutovskaia angezogen haben und international aufgeführt werden. Seine Orchester-, Chor- und Kammermusik kommt auf zahlreichen internationalen Festivals zu Gehör. Seine Oper Caribe, über eine Legende der Karibik und mit eigenem Libretto in der Sprache der Garinagu, sowie Französisch, Latein und Englisch, kam im August 2015 zu erfolgreichen Aufführungen. Das Concerto a 6 für Marimba u. Bläser, 2020 wurde mit dem Mittelamerikanischen Musikpreis ausgezeichnet und in Caracas zum 21. Lateinamerikanischen Musikfestival uraufgeführt. Die Kantate Seht das Schiff heimwärts ziehen (2022) über Lyrik von Anna Baar entstand als Auftragswerk der Gesellschaft für Musik Salzburg, UA Bloomsday Konzert, Juni 2022, Universität Mozarteum, Salzburg.

## Werke (Auswahl)
- Requiem, musique concrète, Salzburg, 1975
- Sinfonia poetica, Salzburg u. Wien, 1975
- Streichquartett, Bühnenwerk, Salzburg, 1975
- Hai-kai, Klavier, 2001
- Canciones criollas, gem. St., Git., Klav., Caracas, 1976
- Cantos latinos de Natividad, gem. Chor a cappella, Washington, D.C., 1988
- Festive Symphony, Washington, D.C., 1990
- Cantares del Llano, Streichorch., Caracas, 1993
- Incidente en Izabal, Klar. u. Mar., 1997
- Memorias de un día remoto, Elektroakustik, 1999
- Rituales nocturnos, Elektroakustik, 1999
- Misa de San Isidro, gem. Chor a cappella, 2001
- Chaaj, Singst. u. Marimbagruppe, 2003
- Konzert für Klavier und Orchester Nr. 1, 2005
- Konzert für Klavier und Orchester Nr. 2, 2007
- Sonata urbana, Klar. (Br., Vcl.) u. Klav., 2010
- Salve, cara parens, Lyrik v. Rafael Landívar (1731–1793), mittlere St., Str., Klav., 2011
- Música lúdica, Fl., Klar., Klav., 2012
- Sonata porteña, Fl. u. Klav., 2013
- Caribe, Oper in zwei Akten, mehrsprachiges Libretto vom Komponisten, 2014–2015
- Caribe Sinfonie, 2016–2017
- Pimalina, Einakter, Libretto über Lyrik v. M. A. Asturias, 2018
- Konzert für Klavier und Orchester Nr. 3, 2019–2020
- Concerto a 6 für Marimba u. Bläser, 2020 (Mittelamerikanischer Musikpreis)
- Seht das Schiff heimwärts ziehen, Lyrik v. Anna Baar, Sop., Fl., Git., Vib. u. Schlagz., 2022
- Konzert für Klavier und Orchester Nr. 4, 2022

Bücher
- Creación Musical en Guatemala.[3] Guatemala: Universidad Rafael Landívar u. Fundación G&T Continental, 2005. ISBN 99922-704-7-0
- Huellas de la Guerra en el Arte Musical. Internationales Komitee des Roten Kreuzes, 1999.
- Rafael Antonio Castellanos: vida y obra de un músico guatemalteco. Guatemala: Universidad Rafael Landívar, Instituto de Musicología, 1994.
- Espada y Pentagrama: la Música Polifónica en la Guatemala del siglo XVI. Guatemala: Universidad Rafael Landívar, 1986.[17]